# Мирандола (Болоња)
Мирандола (итал. Mirandola) је насеље у Италији у округу Болоња, региону Емилија-Ромања.
Према процени из 2011. у насељу је живело 71 становника. Насеље се налази на надморској висини од 52 м.